# Hagenbuch
Hagenbuch es una comuna suiza situada en el distrito de Winterthur, en el cantón de Zúrich. Tiene una población estimada, a fines de 2023, de 1163 habitantes.